# Football Club København 2014-2015
Questa voce raccoglie le informazioni riguardanti il Football Club København nelle competizioni ufficiali della stagione 2014-2015.

## Maglie e sponsor
Lo sponsor tecnico per la stagione 2014-2015 è Adidas, mentre lo sponsor ufficiale è Carlsberg. La divisa casalinga è completamente bianca con rifiniture blu. Quella da trasferta prevede una maglia blu e nera, con pantaloncini neri e calzettoni blu.
| Casa | Trasferta |

## Rosa
| N. |                      | Ruolo | Calciatore           |
| -- | -------------------- | ----- | -------------------- |
| 1  | Danimarca (bandiera) | P     | Stephan Andersen     |
| 2  | Norvegia (bandiera)  | D     | Tom Høgli            |
| 3  | Svezia (bandiera)    | D     | Pierre Bengtsson     |
| 4  | Svezia (bandiera)    | D     | Per Nilsson          |
| 6  | Brasile (bandiera)   | C     | Claudemir            |
| 7  | Argentina (bandiera) | C     | Franco Mussis        |
| 8  | Danimarca (bandiera) | C     | Thomas Delaney       |
| 9  | Danimarca (bandiera) | C     | Bashkim Kadrii       |
| 10 | Danimarca (bandiera) | C     | Nicolai Jørgensen    |
| 11 | Danimarca (bandiera) | A     | Andreas Cornelius    |
| 13 | Danimarca (bandiera) | D     | Kris Stadsgaard      |
| 15 | Svezia (bandiera)    | D     | Mikael Antonsson     |
| 17 | Svezia (bandiera)    | C     | Alexander Kačaniklić |
| 18 | Ghana (bandiera)     | C     | Daniel Amartey       |

| N. |                      | Ruolo | Calciatore                |
| -- | -------------------- | ----- | ------------------------- |
| 19 | Islanda (bandiera)   | C     | Rúrik Gíslason            |
| 20 | Danimarca (bandiera) | D     | Christoffer Remmer        |
| 21 | Svezia (bandiera)    | P     | Johan Wiland              |
| 22 | Belgio (bandiera)    | A     | Steve De Ridder           |
| 23 | Germania (bandiera)  | A     | Marvin Pourié             |
| 24 | Danimarca (bandiera) | A     | Youssef Toutouh           |
| 25 | Danimarca (bandiera) | D     | Mathias Jørgensen         |
| 29 | Danimarca (bandiera) | C     | Christian Poulsen         |
| 32 | Danimarca (bandiera) | A     | Danny Amankwaa            |
| 33 | Danimarca (bandiera) | A     | Yones Felfel              |
| 35 | Danimarca (bandiera) | C     | Mikkel Wohlgemuth         |
| 36 | Fær Øer (bandiera)   | C     | Brandur Hendriksson Olsen |
| 37 | Danimarca (bandiera) | D     | Lasse Lindbjerg           |
| 41 | Danimarca (bandiera) | P     | Kim Christensen           |

## Calciomercato

### Sessione estiva(dal 01/07 al 01/09)
| Arrivi | Arrivi               | Arrivi        | Arrivi     |
| R.     | Nome                 | da            | Modalità   |
| ------ | -------------------- | ------------- | ---------- |
| P      | Stephan Andersen     |               | svincolato |
| D      | Mikael Antonsson     | Bologna       | definitivo |
| D      | Tom Høgli            |               | svincolato |
| D      | Mathias Jørgensen    | PSV           | definitivo |
| D      | Lasse Lindbjerg      |               | svincolato |
| D      | Per Nilsson          |               | svincolato |
| C      | Daniel Amartey       | Djurgården    | definitivo |
| C      | Alexander Kačaniklić | Fulham        | prestito   |
| C      | Bashkim Kadrii       | Odense        | definitivo |
| C      | Franco Mussis        | Gimnasia (LP) | definitivo |
| A      | Steve De Ridder      | Utrecht       | definitivo |

| Partenze | Partenze           | Partenze     | Partenze   |
| R.       | Nome               | a            | Modalità   |
| -------- | ------------------ | ------------ | ---------- |
| P        | Jakob Busk         | Horsens      | prestito   |
| D        | Mads Aaquist       | Horsens      | prestito   |
| D        | Lars Jacobsen      |              | svincolato |
| D        | Olof Mellberg      |              | ritiro     |
| C        | Thomas Kristensen  | ADO Den Haag | definitivo |
| C        | Franco Mussis      | Genoa        | prestito   |
| A        | Mustafa Abdellaoue | Aalesund     | definitivo |
| A        | Christian Bolaños  |              | svincolato |
| A        | Daniel Braaten     |              | svincolato |
| A        | Igor Vetokele      | Charlton     | definitivo |

### Tra le due sessioni
| Arrivi | Arrivi            | Arrivi | Arrivi     |
| R.     | Nome              | da     | Modalità   |
| ------ | ----------------- | ------ | ---------- |
| C      | Christian Poulsen |        | svincolato |

| Partenze | Partenze | Partenze | Partenze |
| R.       | Nome     | a        | Modalità |
| -------- | -------- | -------- | -------- |

### Sessione invernale(dal 01/01 al 31/01)
| Arrivi | Arrivi              | Arrivi       | Arrivi     |
| R.     | Nome                | da           | Modalità   |
| ------ | ------------------- | ------------ | ---------- |
| D      | Ludwig Augustinsson | IFK Göteborg | definitivo |

| Partenze | Partenze | Partenze | Partenze |
| R.       | Nome     | a        | Modalità |
| -------- | -------- | -------- | -------- |

## Risultati

### Superligaen
| Silkeborg 20 luglio 2014, ore 17:00 1ª giornata | Silkeborg      | 0 – 0 referto | Copenaghen | Mascot Park (5.416 spett.)\| Arbitro: \| Christoffersen \| |
| Arbitro:                                        | Christoffersen |               |            |                                                            |

| Arbitro: | Kehlet |

|                                   |           |            |
| M. Jørgensen 44’ N. Jørgensen 60’ | Marcatori | 90’ Aabech |

| Arbitro: | Maae (Højbjerg) |

|                            |           |                           |
| Sørensen 10’ Dal Hende 21’ | Marcatori | 56’, 61’ (rig.) Cornelius |

| Arbitro: | Kristoffersen |

|  |           |                                     |
|  | Marcatori | 7’ Antipas 49’ Justesen 62’ Hvilsom |

| Arbitro: | Tykgaard (Holstebro) |

|                      |           |                               |
| Cornelius 90’ (rig.) | Marcatori | 81’ Nielsen 90’ (rig.) Igboun |

| Arbitro: | Maae (Højbjerg) |

|  |           |            |
|  | Marcatori | 45’ Kadrii |

| Arbitro: | Kristoffersen |

|                      |           |  |
| Cornelius 90’ (rig.) | Marcatori |  |

| Arbitro: | Hansen (Østerbro) |

|            |           |  |
| Kadrii 50’ | Marcatori |  |

| Arbitro: | Kehlet |

|           |           |                |
| Guira 50’ | Marcatori | 57’ Kačaniklić |

| Arbitro: | Johansen |

|                             |           |           |
| Claudemir 52’ Cornelius 57’ | Marcatori | 22’ Pušić |

| Arbitro: | Poulsen |

|                       |           |  |
| Kačaniklić 36’ (rig.) | Marcatori |  |

| Arbitro: | Mogensen |

|  |           |                              |
|  | Marcatori | 23’ N. Jørgensen 80’ Toutouh |

### Champions League
| Dnipropetrovs'k 30 luglio 2014, ore 19:00 Terzo turno di qualificazione Andata | Dnipro   | 0 – 0 referto | Copenaghen | Dnipro Arena\| Arbitro: \| Marriner \| |
| Arbitro:                                                                       | Marriner |               |            |                                        |

| Arbitro: | Gomes |

|                          |           |  |
| Cornelius 36’ Kadrii 52’ | Marcatori |  |

| Arbitro: | Velasco Carballo |

|                             |           |                                   |
| Amartey 9’ M. Jørgensen 13’ | Marcatori | 5’ Kießling 31’ Bellarabi 42’ Son |

| Arbitro: | Clattenburg |

|                                               |           |  |
| Son 2’ Çalhanoğlu 7’ Kießling 31’ (rig.), 65’ | Marcatori |  |

### Europa League
| Arbitro: | Aranovskiy |

|                       |           |  |
| N. Jørgensen 68’, 81’ | Marcatori |  |

| Arbitro: | Gómez |

|                         |           |  |
| Quagliarella 90’ (rig.) | Marcatori |  |

| Arbitro: | Oliver |

|             |           |             |
| Vázquez 90’ | Marcatori | 89’ Amartey |